# Controlul Tehnic de Calitate
C.T.C. este o trupă de hip-hop din România. Trupa s-a înființat la sfârșitul anului 1999 în formula DOC (Vlad Munteanu), Deliric (Răzvan Eremia) și Vlad Dobrescu. DJ Paul s-a alăturat odată cu trecerea lui Vlad Dobrescu de la platane la microfon, însă acesta a părăsit formația. Mai apoi DJ Nasa s-a alăturat trupei.

## Biografie

### Facem Records
Trupa C.T.C a pus bazele primului label independent de hip-hop "Facem Records", primele realizări ale label-ului fiind cele două volume ale mixtape-ului Vlad Dobrescu și DJ Paul prezintă Facem Records.
In primăvara anului 2002 Facem Records a organizat concertul de hip-hop "Reanimare 101" unde a reunit nume precum Da Hood Justice, K-Gula, Cedry2k, Nwanda, Khidja Cloud Society, Raku, Pirats Klan și bine-nțeles CTC. Tot în 2002, după apariția pe diverse compilații, Facem Records lansează EP-ul CTC & Cedry2k - Secretul din Atom care definește stilul C.T.C.
După lansarea acestui album, membrii trupei încep să fie invitați pe albumele unor trupe consacrate precum: R.A.C.L.A , Da Hood, K-Gula, Bitză, Zale. Totodată trupa apare și pe compilații precum: "Loop records", "Afront", "The Under Project" și "Proiectul Verde".

### 2005: CTC - Dificultăți Tehnice
În august 2005 lansează la casa de discuri Roton primul lor album, LP-ul "Dificultăți Tehnice", definit ca "un material non-conformist cu o puternică tentă revoluționară anti-sistem". Acesta se bucură de vânzări de peste 10.000 de unități, single-ul Orice în colaborare cu Yolo (Zale) si Nwanda făcând furori în rândul fanilor datorită mesajului revoluționar.
 Deliric1, sub numele de Jupiter (alter ego-ul său de producător), lansează in 2008 un nou proiect în care se ocupă doar de producție muzicală: Jupiter a ucis melodia. Pentru acesta colaborează atât cu artiști autohtoni, precum colegul său DOC (sub numele de Skilltester Stabbone), cât și internaționali: artiștii italieni Matt Manent și Duplici.

### 2010: Primul album solo DOC - Scăpat de sub control
Toamna anului 2010 readuce în prim plan trupa CTC odată cu lansarea primului album solo semnat DOC - Scăpat de sub control. Acesta s-a lansat pe 10 octombrie 2010 și conține 22 de piese la care artistul a colaborat atât cu Deliric 1 și Vlad Dobrescu, colegii săi de la CTC, cât și cu alți artiști hip-hop: Maximilian, Guess Who, raku, Cedry2k, Nwanda, Carbon, REY, etc. Cele două single-uri promovate, Genți de bani și Muzica, au beneficiat de videoclipuri.

### 2011: Primul album solo Deliric 1 - Inspecția Tehnică Periodică
Deliric1 lansează în mai 2011 primul său album solo, Inspecția Tehnică Periodică (ITP), album ce ajunge rapid în topul celor mai bine vândute albume românești în mediul online. La cele 21 de trackuri artistul a colaborat cu DOC, Vlad Dobrescu, Silent Strike, Rîmaru, Maximilian, Cedry2k, Ștefan Matei (Les Elephants Bizzares), High Jet, FDD și mulți alții.
La sfârșitul verii 2011 apare mixtape-ul Rapcapitulare semnat DOC și realizat în colaborare cu Chronic (DJ Grigo, Chill Will, Tecko Starr). Acesta conține o colecție de melodii mai vechi nelansate, freestyle-uri și colaborări. Mixtape-ul este promovat printr-un videoclip la piesa care dă numele materialului, strângând până în prezent peste trei milioane de vizualizări pe YouTube.

### 2011: Al doilea album solo DOC - Lucrare de control
Rapcapitulare precede cel de-al doilea album solo al lui DOC, Lucrare de control, care a fost lansat în octombrie 2011. Acesta conține 18 piese la care a colaborat cu CTC, Cedry2k, What’s Up, Nwanda, Rimaru și alții. Concertul de lansare din București a fost transmis integral pe TV (pe postul Music Channel), fiind urmat de un turneu de promovare în întreaga țară.
 Deliric1 lansează în noiembrie 2011 pe Music Channel videoclipul piesei Linii de tramvai feat DOC, care înregistrează în mai puțin de o săptămână de la lansare peste 100.000 de vizualizări pe canalul său oficial de YouTube.
La sfârșitul lui 2011, în urma participării la Guerillive Radio Session și reacțiilor pozitive venite din partea fanilor,  Deliric1 decide să promoveze un nou single: Ambrozie. Acesta beneficiază de un videoclip în regia lui Hypno, care a strâns până în prezent un milion de vizualizări pe canalul oficial de YouTube. Realizat în colaborare cu Silent Strike, noul single precede albumul pe care cei doi artiști îl vor lansa împreună.
Membrii CTC au organizat în aprilie 2012 un concert aniversar, cu ocazia împlinirii a 10 ani de la lansarea primului lor EP - Secretul din atom. La eveniment au fost prezenți și artiștii cu care aceștia au colaborat de-a lungul timpului.
La un an de la concertul de lansare ITP,  Deliric1 a făcut publică o înregistrare live a piesei Fraiere. Aceasta este în colaborare cu High Jet și a fost cântată la finalul showului Facem Records din cadrul festivalului Street Heroes Spring Break 2012.

### 2013: Primul album solo Vlad Dobrescu -În sfârșit
Albumul a fost lansat pe 8 decembrie 2013. Conține 14 melodii, în colaborare cu  Deliric1, DOC, Cabron, Aforic, Nwanda, Raku, Pietonu', Flou Rege, Norzeatic. Singurele piese care beneficiază momentan de videoclipuri sunt Insomnii, Oameni ca mine și Globul de cristal.

## Discografie
| Data realizării | Titlul                                                | Casa de discuri                             |
| --------------- | ----------------------------------------------------- | ------------------------------------------- |
| 2002            | Secretul Din Atom                                     | Facem Records                               |
| 2005            | Dificultăți tehnice                                   | Facem Records / Roton                       |
| 2010            | DOC - Scăpat de sub control                           | Facem Records                               |
| 2011            | Deliric - Inspecția Tehnică Periodică                 | Facem Records                               |
| 2011            | DOC - Rapcapitulare (Mixtape)                         | Facem Records                               |
| 2011            | DOC - Lucrare de control                              | Facem Records                               |
| 2013            | DOC - Trailer (Mixtape)                               | Facem Records                               |
| 2013            | Deliric - Delicatese (Mixtape)                        | Facem Records                               |
| 2013            | Vlad Dobrescu - În sfârșit                            | Facem Records                               |
| 2015            | Vlad Munteanu* & Vlad Flueraru - Wlad                 | HaHaHa Production                           |
| 2016            | Doc și Motzu - HD                                     | Facem Records HaHaHa Production / Cat Music |
| 2016            | Deliric și Silent Strike - Deliric x Silent Strike    | Facem Records                               |
| 2018            | DOC - Eu                                              | Facem Records                               |
| 2019            | Deliric și Silent Strike - Deliric x Silent Strike II | Facem Records                               |
| 2020            | DJ NASA - Forja                                       | Facem Records                               |
| 2021            | DOC - XL (Mixtape)                                    | Facem Records                               |
| 2021            | DOC - DOCTATA                                         | Facem Records                               |
| 2022            | DJ Nasa - Mercur                                      | Facem Records                               |
| 2023            | DOC - Filme Vechi                                     | Facem Records                               |
| 2024            | DOC - TOT                                             | Facem Records                               |

*Vlad Munteanu e numele real a lui Doc, pe care îl folosește în majoritatea creațiilor la HaHaHa Production.